# سلانغ
سلانغ (بالإنجليزية: Slang)‏ هو ألبوم الاستوديو السادس لفرقة الهارد روك البريطانية ديف ليبارد والذي صدر في 1996. علّم الألبوم ارتحال الفرقة عن صوتها المعروف، وكان من إنتاج الفرقة مع بيت وودروف. سلانغ هو الألبوم الأول بأغانٍ جديدة بحضور عازف الإيتار الجديد فيفيان كامبل (عزف كامبل سابقاً في ألبوم التجميعات لأغاني الوجه ب ريترو أكتيف في 1993 وفي الأغنية الجديدة على الألبوم فاولت). وصل الألبوم للمرتبة 14 على لائحة بيلبورد 200 والمرتبة الخامسة على لائحة الألبومات في المملكة المتحدة. سلانغ هو ألبوم ديف ليبارد الوحيد الذي لم يظهر على غلافه شعار الفرقة المميز.

## نظرة عامة
بين إصداري ريترو أكتيف وسلانغ، عانت فرقة ديف ليبارد من مصاعب، منها طلاق عازف الإيتار فيل كولين من الممثلة جاكلين كولين، وصراع عازف غيتار البيس ريك سافج مع شلل الوجه النصفي ووفاة والده، واعتقال كل من عازف الطبول ريك ألين والمغني الرئيسي جو إليوت بسبب العنف والاعتداء الزوجي، على الترتيب. بالرغم من قول الفرقة بأن أدرينالايز قد سُجل في وقت مغمّ، إلا أن غياب مات لانج (لأول مرة عن تسجيل لديف ليبارد منذ 1981) جعل من الممكن للفرقة أن تعبر عما تشعر به فعلاً. قال جو إليوت، «كانت هناك فترة مع مات حيث لو أتيت بأي شيء سلبي قليلاً، كان الوضع 'انس الأمر!' وينتهي الأمر!»، ويكمل فيل كولين، «كان لكل منا مشاكله الخاصة والتي حدثت أثناء تسجيل سلانغ، لذا قمنا بحرثها وظهرت بعضها على الألبوم».
بسبب عملها بدون خدمات مات لانج، غيرت الفرقة عادة أخرى بالتسجيل معاً كفرقة في منزل ريفي في ماربيا، إسبانيا. أبرز سلانغ إنتاجاً أقل لصالح صوت أساسي أكثر، حفزه عودة عازف الطبول ريك ألين لطقم طبول شبه صوتي. «لقد سئمنا من التسجيل بالطريقة القديمة. لم نرد القيام بها بعد ذلك. أردنا أن تكون الموسيقى أكثر شخصية وجعل شخصية الأفراد تظهر»، وضع ريك سافج.
أدخلت أغاني مثل «تيرن تو داست» السارنغي وأدوات موسيقية أخرى غير معتادة للفرقة. محتوى كلمات أغاني الألبوم أبرز انعطافة أظلم وأكثر استبطانية في معظم الأغاني، مع النبرة المرحة قليلاً المحدودة لـ«سلانغ» المتأثرة ببرينس.
«الشيء غريب بأكمله»، كتب ديفيد كوانتيك لمجلة كيو، «ولكن بطريقة مرنة ولحنية — حتى أغاني البالاد تفتقر لحس ديف ليبارد المكتوبة ليغنيها الهيبو قياديو التخطيط. سلانغ هو صوت فرقة تقوم بشيء سريع ومثير، في نفس وقت الحياة الذي فيه أخذت معظم الفرق الغولف وتنشفت محتويات أحواض الأسماك في المزارع الريفية». أضافت كيو لاحقاً الألبوم لقائمتها لـ'الأفضل في 1996'، موضحاً إياه بأنه «عمل فرقة عظيمة، عالمة بأن الروك المباشر الذي كومته بكل حماس قد مات واعتنقت النسل الجديد بحيوية».
كان سلانغ أول ألبوم لديف ليبارد يفشل في الحصول على مبيعات «بلاتيني» في الولايات المتحدة. في أماكن أخرى، قام الألبوم بأداء أفضل: أُصدرت أربع أغان منفردة منه في المملكة المتحدة، وحصل على شهادة «بلاتيني» في كندا. في الجولة المساعدة، غنت الفرقة لأول مرة في جنوب شرق آسيا، وجنوب أفريقيا، وأمريكا الجنوبية.
احتوى إصدار نسخة محدودة على قرص إضافي بست أغاني، «أكوستيك إن سنغافورة»، والذي سُجل مباشراً في أكتوبر 1995.

### النسخة الممتازة
في 22 نوفمبر 2011، كشف فيل كولين في مقابلة لصحيفة برمنغهام إكسبرس آند ستار أن الفرقة تخطط لإعادة إصدار سلانغ في المستقبل مع إدراج أغانٍ إضافية. صرح بأن للفرقة «... عدة أغانٍ عندما قمنا بالتسجيل، ونسخاً مختلفة، وأغانٍ لم يُنتهى منها بعدُ». في 26 ديسمبر 2011، أعطى فيفيان كامبل تحديثاً عن إعادة الإصدار أثناء حديثه على صفحته على الفيس بوك رداً على أسئلة المعجبين عن أغاني عيد الميلاد. «قمنا إحدى المرات بتسجيل أغنية بعنوان» هيفي ميتال كريسماس«أثناء جلسات سلانغ — الألسنة في الخدود بإحكام! كانت في الواقع أغنية مناسبة (وجيدة!) لكنها افتقرت للكلمات - ومن ذلك كان العنوان الغبي. ربما سترى الضوء عندما نعيد إصدار سلانغ قريباً. بعض الأشياء التي لم تُسمع من قبل، أيضاً، على حد علمي».
في 18 يناير 2012، ذكر فيفيان على صفحته على الفيس بوك بشأن إعادة الإصدار المقترح بأن «حقوق ماستر سلانغ (وكل أغاني المهواة) ستعود لنا لاحقاً هذا العام، لذا فهنالك فرصة جيدة أننا سنعيد الإصدار بأغانٍ إضافية».
أكد جو إليوت في عرضه المذياعي بلانيت روك في 25 أغسطس 2012 أنه «... خلال بضعة أشهر سنعيد إصدار سلانغ كفينيل مزدوجة، وسي دي مزدوج بالكثير والكثير من المكسات المختلفة، والأغاني الإضافية، وأشياء من كل الأنواع». تبع ذلك عزف إليوت لأغنية الفرقة من الوجه ب لـيوفوريا من عام 1999 «بيرن آوت» (التي أُصدرت في البداية على سي دي الأغنية المنفردة للأغنية «غودباي») في نهاية العرض وكشف بأنها سُجلت أثناء جلسات سلانغ بين 1995 و1996، والتي وصفها المغني بأنها «... تشويقة صغيرة»، ملمحاً إلى أن الأغنية قد تُدرج في إعادة الإصدار القادم.
في 21 يناير 2014، أُعلن على صفحة ديف ليبارد على تويتر بأن سلانغ سيعاد إصداره في 11 فبراير 2014. سيحتوي الألبوم المعاد إصداره على 19 أغنية إضافية، مكونة من عدة نسخ أولية من أغاني من الألبوم الأصلي، إضافة لأغانٍ لم تُصدر من قبل.

## قائمة الأغاني
| #   | عنوان                         | تأليف                                       | المدة |
| --- | ----------------------------- | ------------------------------------------- | ----- |
| 1.  | "تروث؟"                       | فيل كولين، جو إليوت، ريك سافج، فيفيان كامبل | 3:00  |
| 2.  | "تيرن تو داست"                | كولين                                       | 4:21  |
| 3.  | "سلانغ"                       | كولين، إليوت                                | 2:37  |
| 4.  | "أول آي وانت إز إيفريثينغ"    | إليوت                                       | 5:20  |
| 5.  | "وورك إت آوت"                 | كامبل                                       | 4:49  |
| 6.  | "بريث أ ساي"                  | كولين                                       | 4:06  |
| 7.  | "ديليفر مي"                   | كولين، إليوت                                | 3:04  |
| 8.  | "غيفت أوف فليش"               | كولين                                       | 3:48  |
| 9.  | "بلاد رانز كولد"              | كولين، إليوت                                | 4:26  |
| 10. | "وير داز لاف غوز وين إت دايز" | إليوت، كولين                                | 4:04  |
| 11. | "بيرل أوف يوفوريا"            | إليوت، كولين، سافج                          | 6:21  |

| 12. | "موف وذ مي سلولي" | كولين | 6:19 |

| 1. | "أرماغيدون إت"           | ستيف كلارك، كولين، إليوت، مات لانج، سافج | 4:16 |
| 2. | "تو ستيبس بيهايند"       | إليوت                                    | 4:01 |
| 3. | "فروم ذا إنسايد"         | إليوت                                    | 3:28 |
| 4. | "أنيمال"                 | كلارك، كولين، إليوت، لانج، سافج          | 3:47 |
| 5. | "وين لاف أند هيت كولايد" | إليوت، سافج                              | 4:18 |
| 6. | "بور سام شغر أون مي"     | كلارك، كولين، إليوت، لانج، سافج          | 4:08 |

| 12. | "موف وذ مي سلولي" | كولين                               | 6:19 |
| 13. | "تروث؟ (النسخة الأصلية)" (أغنية الوجه ب على الأغنية المنفردة "وورك إت آوت" في المملكة المتحدة)                                                 |                                     | 5:09 |
| 14. | "برن آوت" (أغنية الوجه ب على الأغنية المنفردة "غودباي في المملكة المتحدة.)                                                                     | ريك ألين، كامبل، كولين، إليوت، سافج | 4:10 |
| 15. | "وولردز كولايد" (أغنية الوجه ب على الأغنية المنفردة "بروميسس" في المملكة المتحدة.)                                                             | إليوت، سافج                         | 3:43 |
| 16. | "كانت كيب أواي فروم ذا فليم" (أغنية إضافية على الإصدار الياباني من فاولت: ديف ليبارد غريتست هيتس (1980–1995) والوجه ب على حزمة تذكار "سلانغ".) | كولين، إليوت                        | 2:36 |

| 1.  | "تيرن تو داست" (غناء مقطع فيل)                 |              | 4:03 |
| 2.  | "ريز يور لاف" (نسخة لـ"سلانغ")                 |              | 3:01 |
| 3.  | "أول آي وانت إز إيفريثينغ" (المسودة الأولى)    |              | 5:19 |
| 4.  | "وورك إت آوت" (المسودة الأولى)                 |              | 5:19 |
| 5.  | "بريث أ ساي" (فب '96 راف مكس)                  |              | 4:08 |
| 6.  | "ديليفر مي" (فب '96 راف مكس)                   |              | 3:17 |
| 7.  | "بلاك ترين" (نسخة لـ"غيفت أوف فليش")           | كولين        | 4:06 |
| 8.  | "بلاد رانز كولد" (فب '96 راف مكس)              |              | 4:12 |
| 9.  | "وير داز لاف غوز وين إت دايز" (المسودة الأولى) |              | 4:36 |
| 10. | "بيرل أوف يوفوريا" (فب '96 راف مكس)            |              | 5:49 |
| 11. | "أول أون يور تاتش" (مراجعة 2012)               | كامبل        | 3:58 |
| 12. | "أنغر" (المسودة الأولى لـ"ديليفر مي")          | كولين، إليوت | 3:15 |
| 13. | "موف أون أب" (تجريبية فيفيان)                  | كامبل        | 3:31 |
| 14. | "غيفت أوف فليش" (غناء فيل كولين)               |              | 4:03 |

| 1. | "تروث؟" (النسخة التجريبية)                                                                                              |  | 4:56 |
| 2. | "وورك إت آوت" (أغنية الوجه ب من الأغنية المنفردة "وورك إت آوت" في المملكة المتحدة)                                      |  | 3:33 |
| 3. | "أول آي وانت إز إيفريثينغ" (النسخة التجريبية)                                                                           |  | 5:03 |
| 4. | "موف وذ مي سلولي" (المسودة الأولى)                                                                                      |  | 6:22 |
| 5. | "وين ساترداي كامز" (من الفيلم وين ساترداي كامز والأغنية المنفردة "أول آي وانت إز إيفريثينغ")                            |  | 4:21 |
| 6. | "جيميز ثيم" (من الفيلم وين ساترداي كامز والأغنية المنفردة "أول آي وانت إز إيفريثينغ")                                   |  | 3:20 |
| 7. | "كوز وي إيندد أز لافرز" (من ألبوم تقدير جيف بيك جيفولوجي: أ غيتار كرونيكل والأغنية المنفردة "أول آي وانت إز إيفريثينغ") |  | 6:04 |
| 8. | "ليد بوتس" (من ألبوم تقدير جيف بيك جيفولوجي: أ غيتار كرونيكل والأغنية المنفردة "أول آي وانت إز إيفريثينغ")              |  | 4:03 |

## شهادات
| البلد            | المزود   | الشهادة (عتبة المبيعات) |
| ---------------- | -------- | ----------------------- |
| الولايات المتحدة | ر.ص.ت.أ. | "ذهبي"                  |
| كندا             | ر.ص.ت.ك. | "بلاتيني"               |
| المملكة المتحدة  | ص.ص.ب.   | "ذهبي"                  |

## طاقم العمل

### ديف ليبارد
- جو إليوت - الغناء الرئيسي، الإيتار الإضافي وغيتار البيس في «بيرل أوف يوفوريا»
- فيل كولين - الغيتارات الكهربائية، الغيتارات الصوتية، المندولين، الغناء
- فيفيان كامبل - الغيتارات الكهربائية، الغيتارات الصوتية، الصنج، الغناء
- ريك سافج - غيتار البيس، الغيتارات الصوتية، سنث بيس، الغناء
- ريك ألين - الطبول، الإيقاع، الغناء

### موسيقيون إضافيون
- غلوريا فلوريس - الصوت الإسباني في «سلانغ»
- رام نارايان - عينة سارنغي المقدمة في «تيرن تو داست»
- كريغ برويس - توزيع الأوتار والإيقاع والتوصيل في «تيرن تو داست»
- أف سينغ - الدهول في «تيرن تو داست»
- شيام فاتيش - عينة سارنغي الخاتمة في «تيرن تو داست»
- بيت وودروف - البيانو في «بلاد رانز كولد» وأوتار آلة المفاتيح في «وير داز لاف غوز وين إت دايز»
- غافين رايت - قيادة الأوتار في «تيرن تو داست»

### الإنتاج
- بيت وودروف - إنتاج، هندسة، مكس
- ديف ليبارد - إنتاج
- غير مكدونيل - هندسة، البرمجة في «تروث؟»
- مات باكوتشكو - مساعد المكس
- بوب لودفيج - ماستر
- براد بوكسر، بوبي بروكس - البرمجة في «سلانغ» و«بريث أ ساي»
- هيو درام - البرمجة في «تروث؟»
- جيف موراي - إخراج فني
- جيغر دي باولا - تصميم
- سينثيا ليفين، جيف روني - التصوير

## روابط خارجية
- سلانغ على موقع أول موفي (الإنجليزية)